# 31828 Martincordiner
31828 Martincordiner este o planetă minoră (asteroid), cu un diametru de 14,73 km, din centura de asteroizi. A fost descoperită pe 4 noiembrie 1999 la Stația Anderson Mesa de Lowell Observatory Near-Earth-Object Search. 
Obiectul prezintă o orbită caracterizată de o semiaxă mare de 3,0808776 UAi, o excentricitate de 0,24, o înclinație de 15,51855 ° în raport cu ecliptica.